# Es Pujols

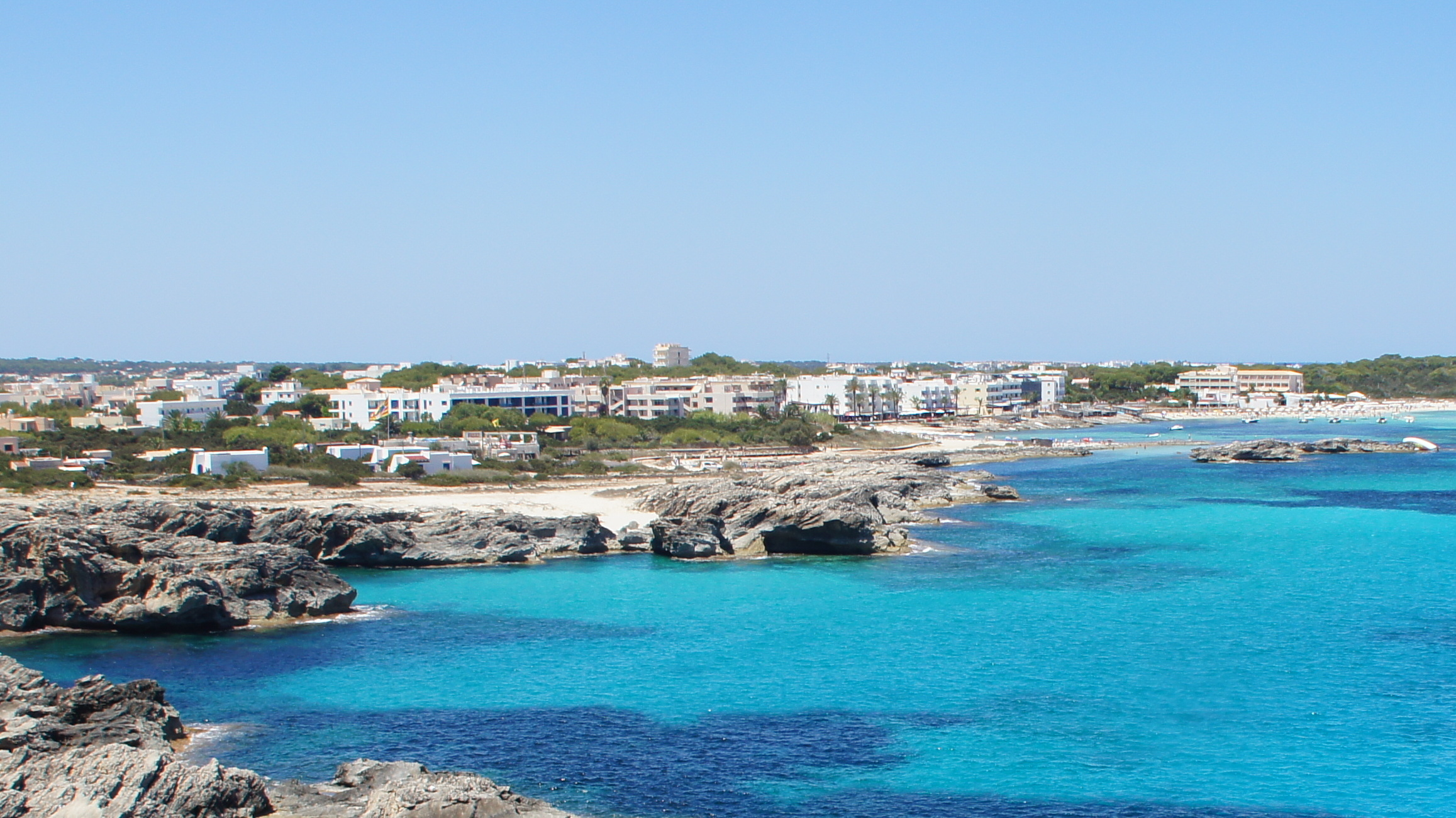
Es Pujols (2012)

Es Pujols (katalanisch; spanischer Ortsname: Los Pujols) ist der wichtigste Ferienort auf der spanischen Insel Formentera im Mittelmeer. 2024 hatte der Ort 852 ständige Einwohner.

## Ortslage
Der Ort liegt an der nordöstlichen Küste der Insel; im Westen befindet sich der Salzsee Estany Pudent. Es Pujols liegt an einer fast zwei Kilometer langen Bucht mit dem Strand Platja d’es Pujols (spanisch: Playa de los Pujols) westlich der Landspitze Punta Prima, auf der sich ein mittelalterlicher runder Wehrturm befindet.

## Tourismus
In Es Pujols gibt es zahlreiche Hotels, Ferienanlagen, Gaststätten, Bars und Diskotheken. 

## Verkehr
In der Hauptsaison bestehen regelmäßige Linienbusverbindungen zu den anderen Inselorten.